# Søren Kolstrup
Søren Kolstrup (født 30. april 1947 i Varde) er cand.mag. i historie og samfundsfag, forfatter og tidligere folketingsmedlem for Enhedslisten i Fyns Amtskreds fra 11. marts 1998 – 20. november 2001. Kolstrup var Enhedslistens miljøordfører.
Kolstrup blev student i 1966 fra Kolding Gymnasium. Han blev cand.mag. i historie og samfundsfag fra Aarhus Universitet i 1973 og supplerede med en ph.d.-grad i historie og samfundsforhold i 1997.
Fra 1974 fungerede Kolstrup som lektor ved Maribo Gymnasium, hvor han var tillidsmand 1977-1984. Han har været gæstelærer på RUC fra 1994. Senere har Kolstrup også været tilknyttet Aarhus Universitet og Syddansk Universitet som ekstern lektor.
I 1998 modtog Søren Kolstrup Arbejderhistorieprisen.
Politisk virke
Det politiske engagement begyndte hos Venstresocialisterne, som Kolstrup var folketingskandidat for i Maribokredsen 1974-1986. Han sad desuden i VS' hovedbestyrelse fra 1982 til 1986. Ved Enhedslistens dannelse blev han aktiv her; fra 1990-1994 som folketingskandidat i Maribokredsen og fra 1994 som medlem af partiets økonomisk-politiske udvalg. I 1998 blev han opstillet i Odense Østkredsen og Otterupkredsen. I 2009 opstillede Folkebevægelsen mod EU ham som kandidat til Europa-Parlamentet.